# Lehota
Lehota es un municipio del distrito de Nitra en la región de Nitra, Eslovaquia, con una población estimada a final del año 2024 de 2428 habitantes.
Se encuentra ubicado en el centro-oeste de la región, en el valle del río Nitra (cuenca hidrográfica del Danubio) y cerca de la frontera con la región de Trnava.

## Demografía
| Año        | 1994 | 2004    | 2014     | 2024    |
| ---------- | ---- | ------- | -------- | ------- |
| Población  | 1819 | 1803    | 2233     | 2428    |
| Diferencia |      | −0,87 % | +23,84 % | +8,73 % |

| Año        | 2023 | 2024    |
| ---------- | ---- | ------- |
| Población  | 2416 | 2428    |
| Diferencia |      | +0,49 % |